# Ngbala
Ngbala es una localidad de la República del Congo, constituida administrativamente como un distrito del departamento de Sangha en el norte del país.
En 2011, el distrito tenía una población de 4613 habitantes, de los cuales 2315 eran hombres y 2298 eran mujeres.
La localidad se ubica junto a la frontera con Camerún marcada por el río Ngoko, cerca de la desembocadura del río Koudou. Por el pueblo pasa la carretera P43, que une el oeste del departamento con Berbérati por el sureste camerunés, ubicándose la localidad a medio camino entre Sembé y la frontera de Moloundou.